# Aeroportul Merle K. (Mudhole) Smith
Aeroportul Merle K. (Mudhole) Smith (IATA: CDV, ICAO: PACV, FAA LID: CDV) este un aeroport din Valdez–Cordova Census Area⁠(d), Unorganized Borough, Alaska, Alaska, Statele Unite ale Americii ce deservește zona Cordova. Aeroportul a fost tranzitat în 2019 de 38.776 de pasageri. A fost numit după Merle K. Smith⁠(d).
Situat la o altitudine de 16 m, aeroportul dispune de 2 piste. Este operat de Alaska Department of Transportation & Public Facilities⁠(d).

## Infrastructură

### Piste
Aeroportul dispune de 2 piste. Pista 09/27 are suprafața de asfalt și dimensiunile 7.500 picioare × 150 picioare. Pista 16/34 are dimensiunile 1.899 picioare × 30 picioare. 